# Zdzisław Motyka
Zdzisław Motyka (* 23. Januar 1907 in Zakopane; † 21. März 1969 in Krakau) war ein polnischer Skilangläufer.
Motyka belegte bei seiner ersten Teilnahme an Olympischen Winterspielen im Februar 1928 in St. Moritz den 23. Platz über 18 km. In den folgenden Jahren lief er bei den Nordischen Skiweltmeisterschaften 1929 in Zakopane jeweils auf den 13. Platz über 18 km und 50 km und bei den Nordischen Skiweltmeisterschaften 1930 in Oslo auf den 80. Platz über 17 km. Bei den Olympischen Winterspielen 1932 in Lake Placid errang er den 32. Platz über 18 km. Zudem siegte er bei polnischen Meisterschaften dreimal über 50 km (1929–1931) und jeweils zweimal über 18 km (1930, 1931) und mit der Staffel (1927, 1928). Nach seiner Karriere als Skilangläufer arbeitete er als Trainer und betrieb in Zakopane ein Sportgeschäft. Sein Cousin Stanisław Motyka war als Nordischer Kombinierer aktiv.